# Nado sincronizado no Campeonato Europeu de Esportes Aquáticos de 2012 - Rotina dueto
A prova de rotina dueto do nado sincronizado no Campeonato Europeu de Esportes Aquáticos de 2012 foi realizada entre os dias 23 e 27 de maio em Eindhoven nos Países Baixos. 

## Calendário
| Fase    | Data       | Hora  |
| ------- | ---------- | ----- |
| Livre   | 23 de maio | 19:00 |
| Técnica | 24 de maio | 19:00 |
| Final   | 27 de maio | 12:00 |

Todos os horários estão no horário local (UTC+1)

## Medalhistas
| Ouro                                            | Prata                                    | Bronze                                     |
| Rússia · Natalia Ishchenko · Svetlana Romashina | Espanha · Ona Carbonell · Andrea Fuentes | Ucrânia · Daria Iushko · Kseniya Sydorenko |

## Resultados
Esses foram os resultados da competição.
| Pos.              | Nadadoras                              | Nacionalidade | Técnica | Técnica | Livre  | Livre | Final  | Final |
| Pos.              | Nadadoras                              | Nacionalidade | Pontos  | Pos.    | Pontos | Pos.  | Pontos | Pos.  |
| ----------------- | -------------------------------------- | ------------- | ------- | ------- | ------ | ----- | ------ | ----- |
| Medalha de ouro   | Natalia Ishchenko Svetlana Romashina   | Rússia        | 97.500  | 1       | 97.760 | 1     | 97.860 | 1     |
| Medalha de prata  | Ona Carbonell Andrea Fuentes           | Espanha       | 95.400  | 2       | 95.910 | 2     | 95.980 | 2     |
| Medalha de bronze | Daria Iushko Kseniya Sydorenko         | Ucrânia       | 92.400  | 3       | 92.200 | 3     | 92.950 | 3     |
| 4                 | Giulia Lapi Maria Angela Perrupato     | Itália        | 89.300  | 4       | 90.460 | 4     | 90.330 | 4     |
| 5                 | Evangelia Koutidi Evangelia Platanioti | Grécia        | 88.600  | 5       | 89.140 | 5     | 89.220 | 5     |
| 6                 | Sara Labrousse Chloé Willhelm          | França        | 87.000  | 6       | 87.850 | 6     | 87.610 | 6     |
| 7                 | Olivia Allison Jenna Randall           | Reino Unido   | 86.500  | 7       | 87.830 | 7     | 86.930 | 7     |
| 8                 | Elisabeth Sneeuw Nicole Wellen         | Países Baixos | 84.300  | 9       | 85.300 | 9     | 85.370 | 8     |
| 9                 | Soňa Bernardová Alžběta Dufková        | Chéquia       | 84.800  | 8       | 85.370 | 8     | 84.880 | 9     |
| 11                | Anastasia Gloushkov Inna Yoffe         | Israel        | 82.400  | 10      | 83.090 | 11    | 82.740 | 11    |
| 10                | Pamela Fischer Anja Nyffeler           | Suíça         | 82.000  | 11      | 83.230 | 10    | 82.920 | 10    |
| 12                | Wiebke Jeske Edith Zeppenfeld          | Alemanha      | 77.400  | 12      | 76.700 | 13    | 76.950 | 12    |
|                   | Elena Radkova Kalina Yordanova         | Bulgária      | 76.600  | 13      | 76.740 | 12    |        |       |
|                   | Lacin Akcal Tugce Tanis                | Turquia       | 70.600  | 14      | 72.560 | 14    |        |       |
|                   | Jasmin Gronman Nea Hannula             | Finlândia     | 66.800  | 15      | 69.470 | 15    |        |       |
|                   | Nadine Brandl Livia Lang               | Áustria       | DNS     | DNS     | DNS    | DNS   | DNS    | DNS   |